# Val Lehman
Val Lehman, född 15 mars 1943 i Perth, Australien, är en australisk skådespelerska. Hon är mest känd i rollen som Bea Smith i Kvinnofängelset.